# Grace Community Church
Grace Community Church es una megaiglesia evangélica no denominacional, Nuevo nacimiento y Fundamentalismo cristiano, fundada en 1956 y ubicada en Sun Valley , un vecindario en el Valle de San Fernando de Los Ángeles. El destacado orador y predicador de radio John MacArthur es el pastor principal de Grace Community Church. A partir de 2008, la asistencia semanal promedio fue de 8.258.

## Historia
La iglesia fue fundada como Grace Community Church of the Valley como una misión de la Primera Iglesia Presbiteriana de Hollywood. La congregación celebró su primer servicio público el 1 de julio de 1956 y llamó a Don Householder para que fuera su pastor fundador. En unos pocos años, la iglesia se mudó a su ubicación actual en Roscoe Boulevard y se tomó la decisión de realizar dos servicios dominicales por la mañana para acomodar a la creciente congregación.
Después de la muerte de Householder en 1965, Richard Elvee fue llamado a ser pastor y la iglesia siguió creciendo bajo su liderazgo hasta su muerte en 1968. En febrero de 1969, John F. MacArthur asumió el pastorado. Durante los primeros días del ministerio de John F. MacArthur, la iglesia se duplicaba en tamaño cada dos años, lo que condujo a la construcción del Family Life Center en 1971 y un nuevo Centro de Adoración en 1977.  En 1972, la revista Moody Monthly publicó un artículo destacado sobre la congregación titulada "La iglesia con novecientos ministros".

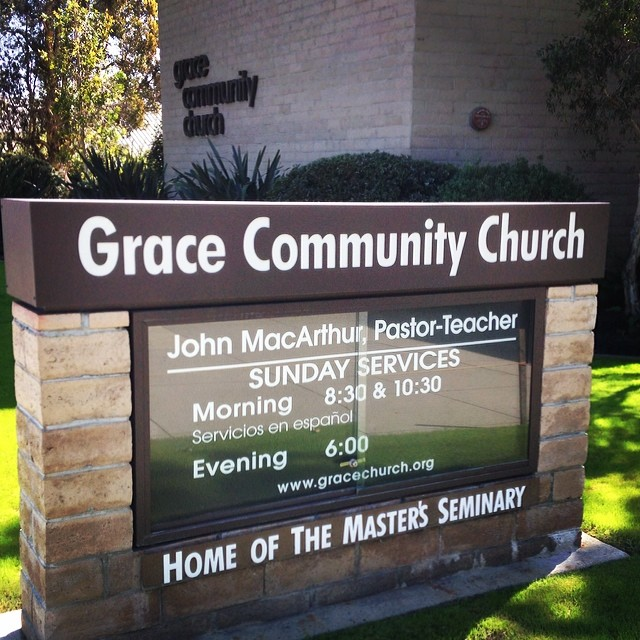
Letrero en el frente de Grace Community Church en Sun Valley, CA. Este letrero, ubicado en Roscoe Blvd., muestra la iglesia como "Sede de The Master's Seminary" y muestra el nombre del pastor principal, John MacArthur.

## Controversias

### Incumplimiento de las normas de salud pública durante el COVID-19
En agosto de 2020, en medio de la pandemia de COVID-19 , los líderes de la iglesia permitieron desafiar las órdenes de salud locales al no usar máscaras o distanciarse socialmente. 
“La buena noticia es que están aquí, no se están distanciando y no están usando máscaras”
Dijo el pastor John F. MacArthur a la congregación.
"Y también es una buena noticia que no estés afuera, porque afuera hace mucho calor. Así que el Señor sabía que teníamos que estar adentro y sin máscara".
El estado de California y el condado de Los Ángeles intentaron evitar que la iglesia celebrara grandes servicios en interiores durante la pandemia de COVID-19.  En las batallas legales que comenzaron como resultado del desafío impulsado por la fe, Grace Community Church estuvo representada por Jenna Ellis quien fue asesora de la Campaña de Donald Trump 2020 .

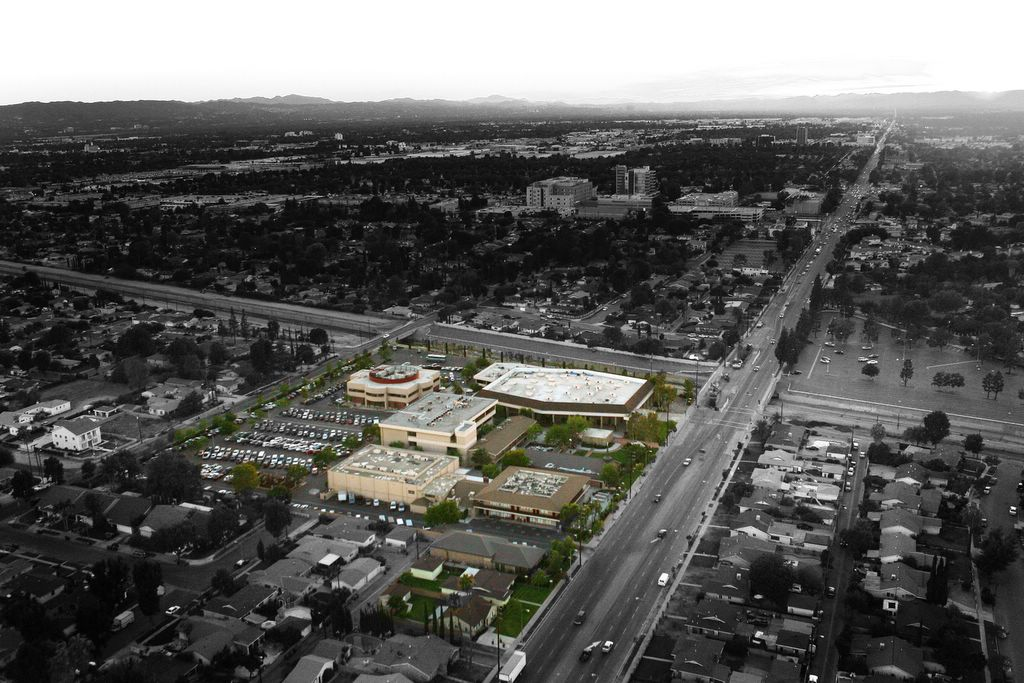
Grace Community Church Vista aérea.

A principios de septiembre de 2020, el Departamento de Obras Públicas del condado de Los Ángeles envió un aviso a la iglesia informándoles sobre la rescisión del contrato de arrendamiento del estacionamiento de la iglesia a lo largo del viaducto de agua que la iglesia había tenido desde 1975. Los abogados de Grace Community dijeron que este movimiento por el condado fue en respuesta a la decisión de la iglesia de realizar servicios de adoración en interiores durante la pandemia. Las restricciones se levantaron el 12 de noviembre de 2020.
El 22 de octubre de 2020, se informaron tres casos de COVID-19 entre los asistentes a Grace Community Church.  En un comunicado, Jenna Ellis admitió que se habían confirmado los casos positivos de COVID-19, pero cuestionó el uso de la palabra "brote" debido al hecho de que solo se habían informado 3. El Departamento de Salud Pública, sin embargo, define un brote como 3 o más casos. Grace Community Church continuó con los servicios en persona el domingo siguiente desafiando una orden judicial que requería que la iglesia se detuviera.

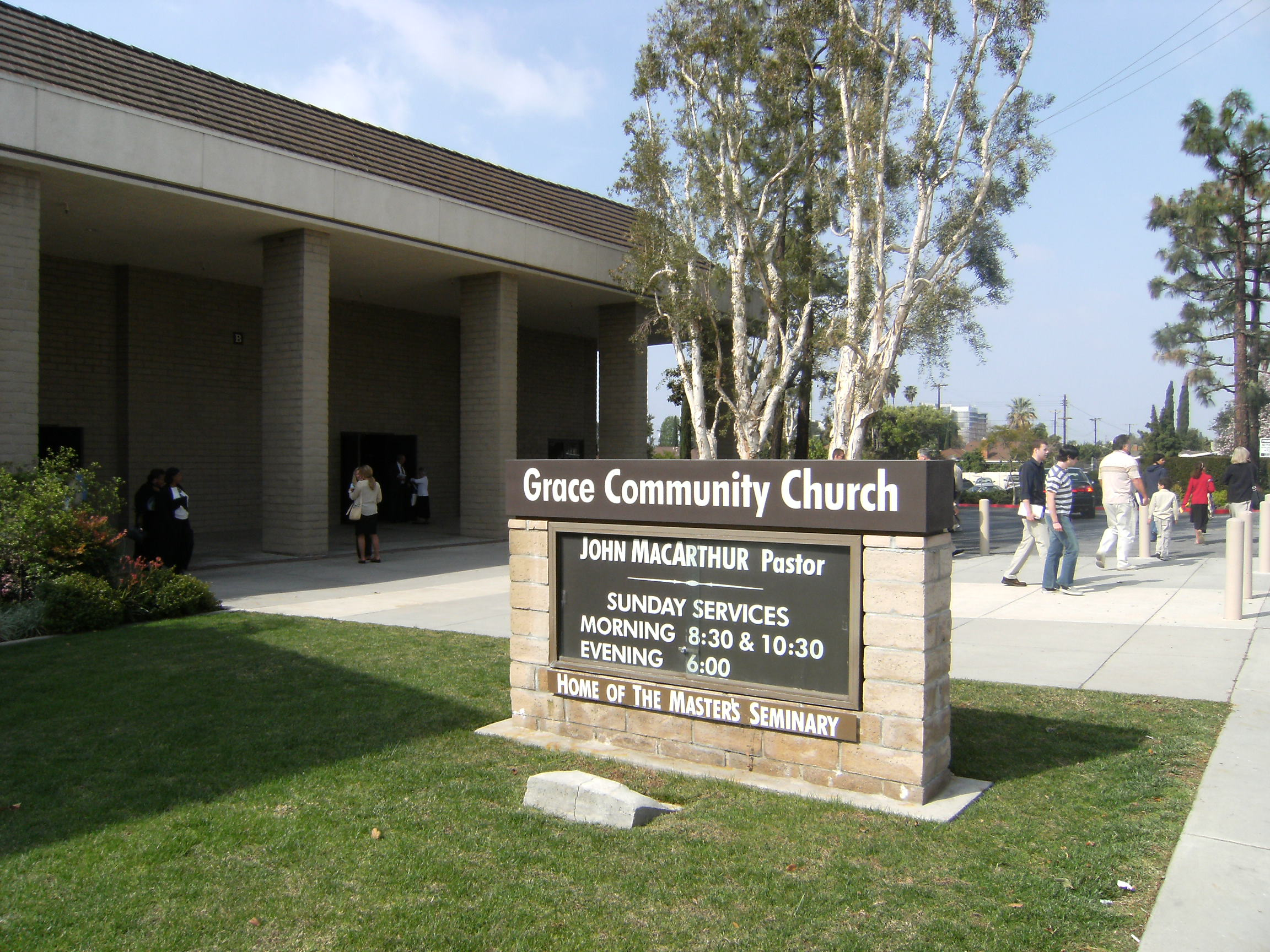
Edificio de Grace Community Church

### Manejo inadecuado de los casos de violencia doméstica
En marzo de 2022, The Roys Report publicó una investigación que implicaba a Grace Community Church y John F. MacArthur. Según informes, a varias mujeres víctimas de violencia doméstica se les pidió que regresaran con sus maridos, bajo amenaza de excomunión.  El pastor asociado de MacArthur, Carey Hardy, supuestamente le dijo a una víctima que predicara con el ejemplo y "sufriera por Jesús" soportando el abuso de su marido. Un anciano de la iglesia, Hohn Cho, supuestamente instó a MacArthur a reconsiderar la petición de la víctima, quien le dijo "Olvídalo". La víctima fue humillada dos veces, en mayo de 2002 y en agosto de 2002, por MacArthur delante de la congregación por haberse finalmente divorciado de su marido. En 2005, el marido de la víctima fue condenado a 21 años de prisión por agresión sexual agravada a un niño, lesiones corporales y abuso infantil. Tras la publicación del asunto por Christianity Today en febrero de 2023, el consejo pastoral denunció “mentiras”. 

## Gobernanza y doctrina
Grace Community Church está gobernada por ancianos y estar dentro de la tradición protestante evangélica no debe confundirse con el evangelicalismo convencional. Enseña teología calvinista aunque no está alineada con una denominación. Grace Community Church se aferra a las creencias de la cesación de los dones espirituales sobrenaturales , la salvación del Señorío y la suficiencia de las Escrituras.  La iglesia enseña el bautismo del creyente por inmersión .

## Famosos que pertenecen a Grace Community Church
- Kirk Cameron
- Chelsea Noble
- Candace Cameron Bure
- John F. MacArthur
- Jenna Ellis